# William Carey
William Carey (n. 17 august 1761, Northamptonshire, Anglia, Regatul Marii Britanii – d. 9 iunie 1834, Calcutta, Dominația Companiei britanice a Indiilor Orientale în India⁠(d)) a fost un misionar creștin-baptist englez care a activat în India.